# Augères
Augères – miejscowość i gmina we Francji, w regionie Nowa Akwitania, w departamencie Creuse.
Według danych na rok 1990 gminę zamieszkiwało 146 osób, a gęstość zaludnienia wynosiła 12 osób/km² (wśród 747 gmin Limousin Augères plasuje się na 475. miejscu pod względem liczby ludności, natomiast pod względem powierzchni na miejscu 511.).